# George Harrison (album)
George Harrison je osmé sólové studiové album anglického hudebníka George Harrisona. Vydáno bylo společností Dark Horse Records v únoru roku 1979. Nahráno bylo během předchozího roku a spolu s Harrisonem jej produkoval Russ Titelman. V britské hitparádě (UK Albums Chart) se deska umístila na 39. příčce. Lépe se jí vedlo v USA, kde dosáhla čtrnácté příčky hitparády Billboard 200. V USA se rovněž stala zlatou (RIAA).

## Seznam skladeb
Autorem všech skladeb je George Harrison, pokud není uvedeno jinak.
1. Love Comes to Everyone – 4:36
2. Not Guilty – 3:35
3. Here Comes the Moon – 4:48
4. Soft-Hearted Hana – 4:03
5. Blow Away – 4:00
6. Faster – 4:46
7. Dark Sweet Lady – 3:22
8. Your Love Is Forever – 3:45
9. Soft Touch – 3:59
10. If You Believe (Harrison, Gary Wright) – 2:55

## Obsazení
- George Harrison – zpěv, kytara, dobro, mandolína, doprovodné vokály
- Andy Newmark – bicí
- Willie Weeks – baskytara
- Neil Larsen – elektrické piano, klavír, syntezátor
- Ray Cooper – perkuse
- Steve Winwood – syntezátor, harmonium, doprovodné vokály
- Emil Richards – marimba
- Gayle Levant – harfa
- Eric Clapton – kytara
- Gary Wright – syntezátor
- Del Newman – aranžmá